# Randy George
Randy A. George (Alden, Iowa; 1 de noviembre de 1964) es un militar estadounidense que desempeña como el 41.º jefe de Estado Mayor del Ejército de los Estados Unidos desde septiembre de 2023. Previamente, fue el 38.º vicejefe del Estado Mayor desde 2022 hasta 2023.

## Biografía
A lo largo de su carrera, fue comandante del 1.º Batallón del 187.º Regimiento de Infantería, de la 4.ª División de Infantería y del I Cuerpo. Asumió como vicejefe del Estado Mayor desde 2022 hasta 2023.
El general Randy George asumió la jefatura del ejército el 21 de septiembre de 2023 convirtiéndose en el 41.º jefe de Estado Mayor del Ejército de los Estados Unidos.